# Thersandros
Thersandros (latinsky Tehrsandrus) je v řecké mytologii syn Polyneika, vyhnaného z Théb.
Byl vnukem thébského krále Oidipa, který byl pro těžké zločiny, které spáchal z nevědomosti, vyhnán ze země. Po něm na trůn nastoupili bratři Eteoklés a Polyneikés, nedohodli se však a po roce vlády Eteokla byl vyhnán ze země také Polyneikés. Našel útočiště v Argu, odkud byla zorganizována armáda, která napadla Théby v konfliktu zvaném Sedm proti Thébám. Théby se tomuto náporu ubránily, padlo však šest ze sedmi vojevůdců.
Po deseti letech potomci Sedmi zorganizovali tažení Epigonů, které přineslo Thébám zkázu a porážku. V té době tam vládnoucí král Láodamás v bojích padl a množství obyvatel Théby opustilo. Na trůn usedl syn Polyneikův Thersandros, který se stal posledním thébským králem, podle vyprávění mýtů.